# Corps supérieur des contrôleurs et vérificateurs de l'État
Le corps supérieur des contrôleurs et vérificateurs de l'État (en espagnol : Cuerpo Superior de Interventores y Auditores del Estado) est un corps de hauts fonctionnaires de l'État chargés du contrôle de l'activité financière et comptable de l'État d'Espagne.
Il relève du Contrôle général de l'administration de l'État (IGAE), rattaché au ministère des Finances.

## Fonctions

### Missions
Les contrôleurs et vérificateurs de l'État sont responsables du contrôle interne de l'activité économique et financière du secteur public, de la direction de la comptabilité publique, de l'élaboration de l'information comptable sur la gestion publique en lien direct avec des organismes internationaux, de l'audit et du contrôle financier des structures du secteur public, afin de vérifier qu'elles fonctionnent dans le respect des principes d'efficacité et d'efficience.

### Tâches
Ces hauts fonctionnaires exercent un contrôle à priori sur la légalité, les aspects financiers, comptables et budgétaires de la dépense publique ; la direction la comptabilité publique ; le contrôle financier et l'audit ; le contrôle des recettes publiques.